# 13, Rue del Percebe
El 13, Rue del Percebe és una sèrie de còmics creat per en Francisco Ibáñez. La primera pàgina va ser publicada a la revista Tio vivo el 6 de març de 1961 i aviat va adquirir enorme popularitat per la seva estructura nova i inusual que possiblement no tingui parangó en la història del còmic mundial fins a la data. El 2016 es va publicar la primera antologia integral del clàssic d'Ibáñez ‘13, Rue del Percebe’.

## Precedents
Segons Vicente Palomares, director de diverses publicacions de l'Editorial Bruguera, va ser inspirat per la pel·lícula de suspens polític 13 Rue Madeleine (1946), dirigida per Henry Hathaway i protagonitzada per James Cagney. Hi ha també un còmic francès de títol similar: 13 Rue de l'Espoir, amb dibuixos de Paul Gillon i guions dels germans Jacques i François Gall. Aquesta sèrie, publicada entre el 1959 i el 1972 a les pàgines del diari France-Soir, és una historieta costumista i romàntica que ens mostra l'ambient urbà francès dels anys 60.
Paraules com "rue" i "percebe" no eren alienes al llenguatge habitual dels còmics de Bruguera. El doctor Cataplasma, personatge creat per Martz-Schmidt, va estar vivint al número 13 del carrer del Percebe, com es pot comprovar en una historieta publicada al voltant del 1953. Sembla que a l'autor li va agradar aquesta direcció , perquè va tornar a utilitzar-la en una altra historieta publicada a la mateixa època a la revista Nicolás, d'Ediciones Cliper. Anys després, al número 450 del DDT, (28 de desembre de 1959), un personatge de la historieta El Capità Aparell, de Raf, esmenta l'adreça "Rue Percebín, número 13". Anys després, quan la sèrie d'Ibañez ja era popular, aquesta direcció continuava apareixent a les historietes de Bruguera: per exemple, hi vivien Los señores de Alcorcón y el holgazán de Pepón, de Robert Segura, segons es pot llegir en una pàgina del 1977.
Més propera en el temps i més semblant en el seu aspecte a 13 Rue del Percebe és la pàgina que Vázquez va signar a l'Almanaque per al 1959 de la revista Pulgarcito, amb el títol Un dia en Villa Pulgarcito. Hi apareixien els principals personatges de la revista ocupant els pisos d'un edifici. Probablement pensava en aquesta pàgina el seu autor quan va declarar el 1993, durant una entrevista al fanzine Amaníaco, que la idea de 13 Rue del Percebe havia estat seva. Vázquez va ser caricaturitzat per Ibáñez a l'àtic de 13, Rue de Percebe com un morós professional anomenat Manolo, especialista a viure del conte i a evitar el pagament als seus múltiples creditors, com el mateix Vázquez s'acostumava a representar, per exemple a Los cuentos de tío Vázquez.
Només un any després de la historieta de Vázquez, trobem una altra pàgina similar del dibuixant Iñigo a la contraportada de l'Almanaque per al 1960 de la revista Sissi. Un any després, a l'Almanaque de Tio Vivo per al 1961, Segura va retratar la celebració nadalenca als diferents pisos d'un edifici. Ibáñez va realitzar algunes variacions sobre la mateixa idea, dibuixant els personatges de Pulgarcito als compartiments d'una nau espacial (a l'Almanaque per al 1960) o als d'un submarí (a l'Extra de Verano de 1961). Gairebé tots aquests precedents apareixen en dates nadalenques, com a historietes “especials”. Ibáñez va convertir allò especial en quotidià, en crear una sèrie que oferia cada setmana un nou repertori d'acudits al voltant de la mateixa comunitat de veïns.

## Descripció
El 13, Rue del Percebe és en aparença una sèrie d'acudits aïllats i independents, amb personatges fixos, encasellats en el seu paper immutable i només units per l'edifici on habiten. Això permet al lector llegir la pàgina en l'ordre que desitgi, clarament no lineal. Però afirmar això seria freqüentment simplificar les coses. Sovint, un fet afecta a més d'una vinyeta-veïna o a la pàgina sencera de manera que a vegades la seqüencialitat de lectura és dirigida, augmentant així l'efecte còmic i d'immersió a causa de les sinergies creades en els personatges que, de purament arquetípics, hom acaba coneixent i acceptant, de la mateixa manera que molts coneixem els veïns del nostre enorme bloc d'apartaments: per escenes furtives però similars que, dia a dia, ens fan anar formant una imatge més o menys precisa d'ells.
La facilitat de lectura d'aquest còmic, la interminable repetició dels mateixos problemes amb diferents detalls, la familiaritat que es crea amb els personatges al llarg de la lectura dispersa de cada pàgina tot i que, objectivament, la majoria dels acudits són molt simples, així com una absència de lectura lineal que, en cas d'haver-lo conegut, hauria fet les delícies de Marshall McLuhan fan d'aquest còmic un cas únic i especialment atractiu a un nivell inconscient que pocs altres còmics poden igualar.
No obstant això, Francisco Ibáñez trobava difícil a la llarga continuar dibuixant aquesta sèrie: no suportava la sensació d'enclaustrament que li produïa. En els seus altres còmics són freqüents els viatges, els exteriors, els paisatges urbans o rurals mentre que en 13, Rue del Percebe tenim una casella d'extensió fixa per a cada personatge fix. No obstant això, en 1987, Ibáñez va crear, per a l'editorial Grijalbo, 7, Rebolling Street, un còmic que explotava la mateixa fórmula però aquesta vegada a doble pàgina i amb més personatges.

## Personatges
El 13, Rue del Percebe és una macrovinyeta que ocupa una pàgina, dividida al seu torn en vinyetes no seqüencials, i que mostra en clau d'humor un edifici d'apartaments i la comunitat que l'habita:
- Al terrat hi viu Manolo, un morós contínuament acorralat pels seus creditors que sempre s'inventa formes originals d'evitar-los, així com un ratolí cruelment ocurrent que no deixa de torturar un pobre gat negre.
- Al tercer pis hi trobem Ceferino, un lladre que no sembla poder deixar de robar coses inútils i la seva dona, mentre que l'apartament contigu l'ocupen una dona i els seus innombrables fills petits, incorregiblement entremaliats, que en els primers lliuraments tenien una germana gran que després va desaparèixer.
- Al segon pis habiten una dona vella que, eterna amant dels animals, no deixa de canviar de mascota (normalment gossos, però n'ha tingut d'altres, incloent-hi una balena) i, en la porta del costat, treballava infatigablement un professor boig que deixa petit al Victor Frankenstein i que posteriorment seria substituït per un sastre que mai cus a gust del client, però que té molta barra.
- Al primer pis habiten, a l'esquerra un veterinari no gaire competent i a la dreta Donya Leonor, la diabòlica i garrepa mestressa d'una pensió contínuament superpoblada i en condicions infrahumanes.
- A la planta baixa trobem la botiga de queviures de Don Senén, botiguer que sempre troba maneres d'enganyar les clientes amb el pes de les patates i la fruita (encara que de vegades no li surt del tot bé) i, al costat, la tafanera portera de la comunitat de veïns. Però no acaba allí la cosa perquè davant de la porteria habita Don Hurón, ni més ni menys que en un embornal… que possiblement li fos llogada per la mestressa de la pensió, si s'ha de jutjar pel que assegura en el primer lliurament de la sèrie. L'ascensor de l'edifici, tot i ser inert, és també un personatge per dret propi, ja que també sofreix les més variades peripècies i fenòmens. Cal parar atenció a l'aranya de l'escala que cada cop es disfressa d'una manera diferent. Moltes vegades hi ha algun gag a les escales, protagonitzats per personatges secundaris, o d'altres sèries. El personatge que més cameos fa a la sèrie és Trencasostres.